# تپه قازان
تپه قازان مربوط به دوران پیش از تاریخ ایران باستان تا دوران‌های تاریخی پس از اسلام است و در شهرستان بوئین‌زهرا، روستای داخرجین واقع شده و این اثر در تاریخ ۲۵ اسفند ۱۳۷۹ با شمارهٔ ثبت ۳۱۴۸ به‌عنوان یکی از آثار ملی ایران به ثبت رسیده است.